# Václav Šterner
Václav Šterner (21. červen 1908 Svojkovice – 10. duben 1976 Šťáhlavy) byl předseda RMNV v Blovicích v roce 1945.
Václav Šterner se narodil 21. června 1908 ve Svojkovicích u Rokycan. Absolvoval měšťanskou školu v Rokycanech, posléze se vyučil elektromontérem a pracoval v blovické pobočce Západočeských energetických závodů. Během první republiky se účastnil veřejného života jako sociální demokrat. Byl členem Dělnické tělovýchovné jednoty.
5. května 1945 byl na ustanovující schůzi blovického Revolučního místního národního výboru zvolen jeho předsedou, a to jako předseda nejsilnější předválečné strany. 7. května byla na náměstí oslava osvobození Blovic americkými vojsky, kdy starosta Václav Kašpárek symbolicky předal starostenskou funkci Petru Hrachovi, poslednímu předválečnému starostovi. Jednalo se však pouze o symbolický akt, který neměl vliv na Šternerovo vedení v revolučním výboru.
27. července 1945 se konala na náměstí organizovaná demonstrace Českého svazu mládeže za Šternerovo odstoupení z pozice předsedy. O šest dní později, 2. srpna, tak nebyl potvrzen ve funkci předsedy (nahradil ho komunista Václav Fišer), ale zůstal členem výboru. V roce 1945 byl také zvolen předsedou blovické buňky obnovené sociální demokracie. V období třetí republiky také pracoval s Luďkem Pikem, se kterým bydlel v hradišťském zámku.
V únoru 1948 byl, jako člen sociální demokracie, vyloučen z místního národního výboru. V srpnu 1950 se odstěhoval do Šťáhlav, kde 10. dubna 1976 zemřel ve věku 67 let.